# 吕莫
吕莫（法語：Lumeau，法語發音：[lymo]）是法国厄尔-卢瓦省的一个市镇，属于沙托丹区。

## 地理
吕莫（48°6'57"N, 1°47'8"E）面积15.28 平方千米，位于法国中央-卢瓦尔河谷大区厄尔-卢瓦省，该省份为法国北部内陆省份，北起顺时针与厄尔省、伊夫林省、埃松省、卢瓦雷省、卢瓦-谢尔省、萨尔特省和奧恩省接壤。
与吕莫接壤的市镇（或旧市镇、城区）包括：泰尔米尼耶、蒂耶勒佩讷、苏日、普普里、拜尼欧、卢瓦尼拉巴塔耶。

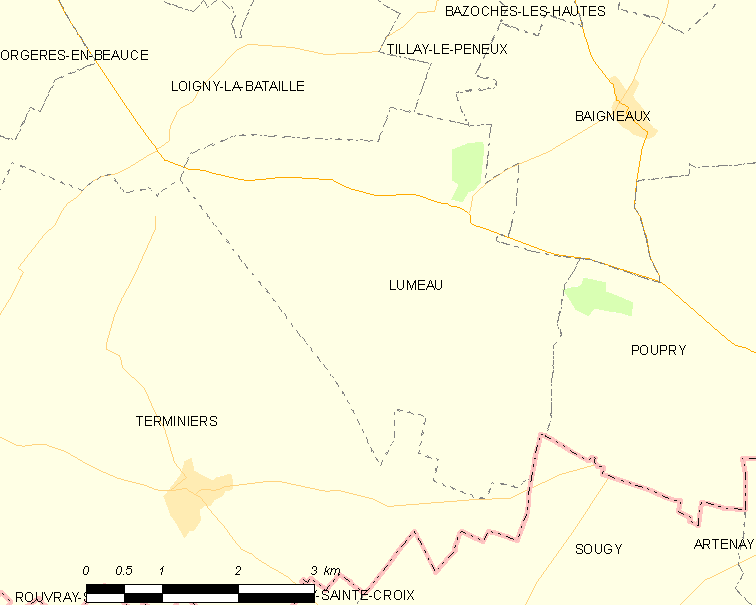
吕莫的OSM定位图

吕莫的时区为UTC+01:00、UTC+02:00（夏令时）。

## 行政
吕莫的邮政编码为28140，INSEE市镇编码为28221。

## 政治
吕莫所属的省级选区为莱维拉日沃韦安县。

## 人口

1962-2008年间吕莫人口变化图示

吕莫于2022年1月1日时的人口数量为137人。